# Anterastes
Anterastes is een geslacht van rechtvleugeligen uit de familie sabelsprinkhanen (Tettigoniidae). De wetenschappelijke naam van dit geslacht is voor het eerst geldig gepubliceerd in 1882 door Brunner von Wattenwyl.

## Soorten
Het geslacht Anterastes omvat de volgende soorten:
- Anterastes anatolicus Uvarov, 1934
- Anterastes antecessor Kaya & Çiplak, 2011
- Anterastes antitauricus Çiplak, 2004
- Anterastes babadaghi Uvarov, 1939
- Anterastes burri Karabag, 1951
- Anterastes davrazensis Kaya, Chobanov & Çiplak, 2012
- Anterastes disparalatus Ünal, 2002
- Anterastes niger Ünal, 2000
- Anterastes serbicus Brunner von Wattenwyl, 1882
- Anterastes tolunayi Karabag, 1951
- Anterastes turcicus Karabag, 1951
- Anterastes ucari Çiplak, 2004
- Anterastes uludaghensis Karabag, 1950